# Michel Sapin

Michel Sapin (2007)

Michel Sapin (* 9. April 1952 in Boulogne-Billancourt, Département Hauts-de-Seine) ist ein französischer Politiker der Parti Socialiste (PS) und war von August 2016 bis Mai 2017 Wirtschafts- und Finanzminister. Zuvor war er ab 2012 Minister für Arbeit, Beschäftigung, Berufsausbildung und den sozialen Dialog und ab 2014 Finanz- und Haushaltsminister.

## Leben

### Studium und Abgeordneter
Sapin, Sohn eines Wirtschaftsmanagers, studierte an zwei Elitehochschulen: Zunächst begann 1974 ein Studium der Literaturwissenschaften an der École normale supérieure (ENS Paris) und wurde 1975 Mitglied der Parti Socialiste. Im Anschluss trat er 1978 ein weiteres Studium an der École nationale d’administration (ENA) an und besuchte dort zusammen mit François Hollande, Ségolène Royal, Dominique de Villepin und Pierre-René Lemas den Jahrgang Voltaire, den er 1980 abschloss. Danach wurde er Mitarbeiter beim Verwaltungsgericht von Paris.
Seine politische Laufbahn begann Sapin 1981, als er als Kandidat der SP erstmals 1981 zum Abgeordneten der Nationalversammlung gewählt wurde, zunächst für das Département Indre, ab 1986 für das Département Hauts-de-Seine. Während dieser Zeit war er von 1983 bis 1984 Sekretär und danach zwischen 1984 und 1985 Vizepräsident der Nationalversammlung. Ab 1988 war er zeitweise Vorsitzender des Rechtsausschusses. Daneben engagierte er sich in der Regional- und Kommunalpolitik und war von 1989 bis 1994 Mitglied des Gemeinderates von Nanterre.

### Minister und Bürgermeister
Im Mai 1991 übernahm er sein erstes Regierungsamt und war bis April 1992 zunächst Beigeordneter Minister im Justizministerium in der Regierung von Premierministerin Édith Cresson. In der darauf folgenden Regierung von Premierminister Pierre Bérégovoy war er zwischen April 1992 und März 1993 Minister für Wirtschaft und Finanzen. In dieser Zeit kam es zu zwei Finanzkrisen nach der Unterzeichnung des Vertrages von Maastricht.
Sapin, der zugleich von 1992 bis 1994 Mitglied des Regionalrates der Île-de-France sowie im Anschluss von Januar 1994 bis Juni 1995 Mitglied des Rates für die Geldpolitik der Banque de France war, wurde 1995 Bürgermeister von Argenton-sur-Creuse und behielt dieses Amt bis 2001.
Sapin, der auch Mitglied des Nationalbüros der PS ist, war von 1997 bis 1998 Nationalsekretär für Wirtschaftsfragen und danach von Dezember 1998 bis März 2000 Nationalsekretär der PS für Beschäftigung. Des Weiteren war er Präsident des Gemeindeverbandes Communauté de communes du Pays d’Argenton-sur-Creuse und war außerdem von März 1998 bis März 2004 Mitglied des Generalrates von Indre sowie zeitgleich von April 1998 bis April 2000 Präsident des Regionalrates der Region Centre.
Im März 2000 wurde Sapin von Premierminister Lionel Jospin zum Minister für den öffentlichen Dienst und Staatsreformen in dessen Kabinett berufen und gehörte diesem bis zum Ende von Jospins Amtszeit im Mai 2002 an.
Nachdem er von 2001 bis 2002 Vize-Bürgermeister war, war er zwischen 2002 und 2004 wiederum Bürgermeister von Argenton-sur-Creuse. Im Mai 2003 wurde er Schatzmeister der PS und war als solcher direkt dem Parteivorsitzenden François Hollande unterstellt. Zwischen 2004 und 2007 war er abermals Vizebürgermeister und von 2007 bis 2012 erneut Bürgermeister von Argenton-sur-Creuse. Zwischenzeitlich übernahm er vom 2. April 2004 bis August 2007 erneut das Amt des Präsidenten des Regionalrates des Region Centre.
Darüber hinaus wurde er am 15. Februar 2007 als Nachfolger von Ségolène Royal Nationalsekretär für Wirtschaft und Steuern der Parti Socialiste und unterstützte in der Folgezeit deren Kandidatur für das Amt des Staatspräsidenten bei der Präsidentschaftswahl 2007. Am 17. Juni 2007 wurde Sapin erneut zum Abgeordneten der Nationalversammlung gewählt und vertrat in dieser den Wahlkreis Indre I. Er verzichtete auf eine Kandidatur bei den Parlamentswahlen 2012.
Im November 2011 wurde er in das Team von François Hollande für dessen Kandidatur bei den Präsidentschaftswahlen 2012 berufen. Sapin wurde nach der Wahl von Hollande zum Staatspräsidenten und der Benennung von Jean-Marc Ayrault zum Premierminister am 17. Mai 2012 zum Minister für Arbeit, Beschäftigung, Berufsausbildung und den sozialen Dialog in dessen Kabinette (Ayrault I, Ayrault II) berufen. Bei der Bildung der Regierung Valls I erhielt er das Ministerium für Finanzen und Haushalt und behielt dies auch in der Regierung Valls II. Nach dem Rücktritt von Wirtschaftsminister Emmanuel Macron am 30. August 2016 wurde Sapins Aufgabenbereich um die Wirtschaftspolitik erweitert. In dieser Funktion als Wirtschafts- und Finanzminister verblieb er auch im Kabinett Cazeneuve.